# Двигатель Хессельмана
Двигатель Хессельмана является комбинацией бензинового и дизельного двигателя, предложен шведским инженером Йонасом Хессельманом в 1925 году. Впоследствии данный тип двигателя применялся в тяжёлых грузовиках и автобусах, выпущенных в промежуток с 1920-х по 1930-е годы.

## Описание
Двигатель Хессельмана представлял собой двигатель внутреннего сгорания с электрическим зажиганием, модифицированный таким образом, чтобы он был в состоянии работать на тяжёлых нефтепродуктах, таких как мазут, керосин или дизельное топливо. Горючее впрыскивается в камеру сгорания посредством топливного насоса высокого давления. Из-за низкой степени сжатия дизельное топливо и тяжёлые нефтепродукты воспламенялись при помощи свечи зажигания.
В дизельном двигателе происходит самовоспламенение топлива под воздействием разогретого сильным сжатием воздуха.
Двигатели Хессельмана обычно запускались на бензине, а после прогрева до рабочей температуры переключались на керосин или дизельное топливо. Это был первый двигатель внутреннего сгорания с электрическим зажиганием и прямым впрыском горючего в цилиндры, который был установлен на автомобиль.

## Достоинства и недостатки
Двигатели Хессельмана могли работать на тяжёлом жидком топливе, которое было дешевле бензина, что сделало их установку на автомобили более выгодной. Современные исследования показали, что по сравнению с бензиновыми двигателями двигатели Хессельмана потребляли меньше топлива, развивая при этом равную мощность.
По сравнению c другими дизельными двигателями модель Хессельмана была меньше по размерам, и соответственно, весила меньше. В 1930-х годах металлургия не была так развита, как сейчас, поэтому дизельные двигатели были довольно тяжёлыми, чтобы выдерживать воздействие высоких температур и давления при сжатии воздуха и возгорании топлива. Впоследствии благодаря дальнейшему развитию металлургии появилась возможность сделать дизельные двигатели более лёгкими и компактными, из-за чего двигатель Хессельмана лишился данного преимущества.
Модель Хессельмана при всех своих достоинствах обладала также рядом недостатков. Из-за низкой степени сжатия температура в камере сгорания была более низкой, чем в дизельном двигателе, что приводило к неполному сгоранию тяжёлого топлива. Это, в свою очередь, вело к быстрому износу свечей зажигания. В довершении всего двигатели Хессельмана выделяли выхлопные газы, которые представляли собой густой едкий дым.

## Применение
С конца 1920-х годов двигатели Хессельмана производились на всех трёх шведских заводах, выпускавших грузовики, Scania-Vabis, Tidaholms Bruk и Volvo. В 1936 году завод Scania-Vabis перешёл на более совершенные дизельные двигатели, а в 1947 году его примеру последовал Volvo.